# Frits Pirard
Godefridus "Frits" Pirard (* 8. Dezember 1954 in Breda) ist ein ehemaliger niederländischer Radrennfahrer. Er war von 1979 bis 1987 als Profi aktiv. Sein Bruder Frank und seine Tochter Christa waren ebenfalls Radsportler.

## Sportliche Laufbahn
Pirard gewann als Amateur mehr als 70 Radrennen. 1973 siegte er in einer Etappe des Flèche du Sud, 1975 in einer Etappe der Tour of Scotland. Das Eintagesrennen Ster van Zwolle gewann er 1975. 1977 gewann er das Rennen Acht van Chaam und zwei Etappen der Tour de Bohemia. Zudem wurde er Vize-Weltmeister hinter Leo Karner bei den Militär-Weltmeisterschaften im Straßenrennen. 1978 siegte er im Grand Prix of Essex. Pirard war Teilnehmer der Olympischen Sommerspiele 1976 in Montreal. Im Mannschaftszeitfahren belegte der niederländische Vierer mit Arie Hassink, Frits Pirard, Adri van Houwelingen und Fons van Katwijk den 17. Platz. 
Im ersten Profijahr konnte er neben dem Sieg einen siebten Platz beim Amstel Gold Race erzielen. Im Folgejahr war Platz 3 beim Grand Prix Cycliste La Marseillaise das beste Ergebnis. 1981 konnte er Platz zwei bei der Flandern-Rundfahrt hinter dem Sieger Hennie Kuiper erreichen. Bei Lüttich-Bastogne-Lüttich konnte er auf Platz 10 beenden. Nachdem Frits Pirard 1982 keine nennenswerte Ergebnisse erzielt hatte, konnte er 1983 neben dem Etappensieg auch den zweiten Platz in der Punktewertung bei der Tour de France erreichen. Dritte Plätze erreichte er auch noch bei der Meisterschaft von Zürich und dem GP Alghero. 1984 erzielte er nur Platz 6 bei der Trofeo Laigueglia als nennenswertes Ergebnis. 1985 belegte er nach seinem Etappensieg auf der 3. Etappe auch den 2. Gesamtplatz bei der Valencia-Rundfahrt. 1986 konnte er Platz 2 beim E3 Harelbeke und Platz 5 bei Dwars door Vlaanderen erreichen. 1987 konnte er Platz 14 bei Paris-Roubaix erzielen. Nach der Saison 1987 beendete er seine Profikarriere.

## Erfolge
1979
- Grand Prix de Plouay
- eine Etappe Critérium du Dauphiné Libéré

1981
- eine Etappe Tour du Tarn

1983
- eine Etappe Tour de France

1985
- eine Etappe Valencia-Rundfahrt

1986
- Niederländischer Meister – Bahn Punktefahren

1987
- Grand Prix Union Cycliste Bessegeoise

## Wichtige Platzierungen
| Grand Tour            | 1979 | 1980 | 1981 | 1982 | 1983 | 1984 | 1985 | 1986 | 1987 |
| --------------------- | ---- | ---- | ---- | ---- | ---- | ---- | ---- | ---- | ---- |
| Vuelta a EspañaVuelta | 54   | –    | –    | –    | –    | –    | –    | –    | –    |
| Giro d’ItaliaGiro     | –    | –    | –    | –    | 38   | 69   | 92   | –    | –    |
| Tour de FranceTour    | –    | –    | 94   | –    | 42   | –    | –    | –    | –    |

| Monument                 | 1979 | 1980 | 1981 | 1982 | 1983 | 1984 | 1985 | 1986 | 1987 |
| ------------------------ | ---- | ---- | ---- | ---- | ---- | ---- | ---- | ---- | ---- |
| Mailand–Sanremo          | 26   | –    | –    | –    | 12   | –    | 75   | –    | –    |
| Flandern-Rundfahrt       | –    | –    | 2    | –    | –    | 24   | –    | –    | –    |
| Paris–Roubaix            | 18   | –    | 46   | –    | –    | –    | –    | 51   | 14   |
| Lüttich–Bastogne–Lüttich | –    | 19   | 10   | 26   | –    | –    | 35   | –    | –    |

## Berufliches
Nach seiner aktiven Karriere war er einige Zeit als Sportlicher Leiter weiter im Radsport aktiv. Später wurde er in einem Unternehmen für Gastronomiebedarf tätig. 